# Grammaire de l'assentiment
Grammaire de l'assentiment (titre original en anglais : An Essay in Aid of a Grammar of Assent ou Grammar of Assent) est un livre du théologien catholique britannique John Henry Newman publié en 1870. Il représente le résultat de plus de vingt ans de travaux et d'études de John Henry Newman.
C'est une étude apologétique de type philosophique, c'est une réflexion sur  les voies de la connaissance dans l'esprit de l'homme.

## Résumé
Grammaire de l'assentiment est le fruit de nombreuses années de réflexions. Le principal sujet traité est la foi, et la possibilité de croire. John Henry Newman (1801-1890) avait déjà traité ce sujet dans Sermon Universitaire en 1843. L'inspiration de son livre commença lors de l'été 1866, il fallut alors quatre ans de rédaction afin de finir le livre, dans lequel John Henry Newman ne voit que l'esquisse d'une réflexion plus large sur la foi et sa possibilité.
Grammaire de l'assentiment est écrit dans un contexte où l'empirisme, inspiré par les philosophes britanniques John Locke, David Hume et John Stuart Mill, se développe. L'assentiment (c'est-à-dire l'acceptation d'opinion d'une manière tacite ou forcée) est remis en cause par les empiristes, pour fonder la croyance au profit d'un rationalisme qui nie progressivement toute cohérence ou possibilité à la croyance par l'assentiment.
Grammaire de l'assentiment possède donc différents aspects, tant philosophique et psychologique que théologique, et il parait pour certains pastoral ou apologétique.

## Contenu

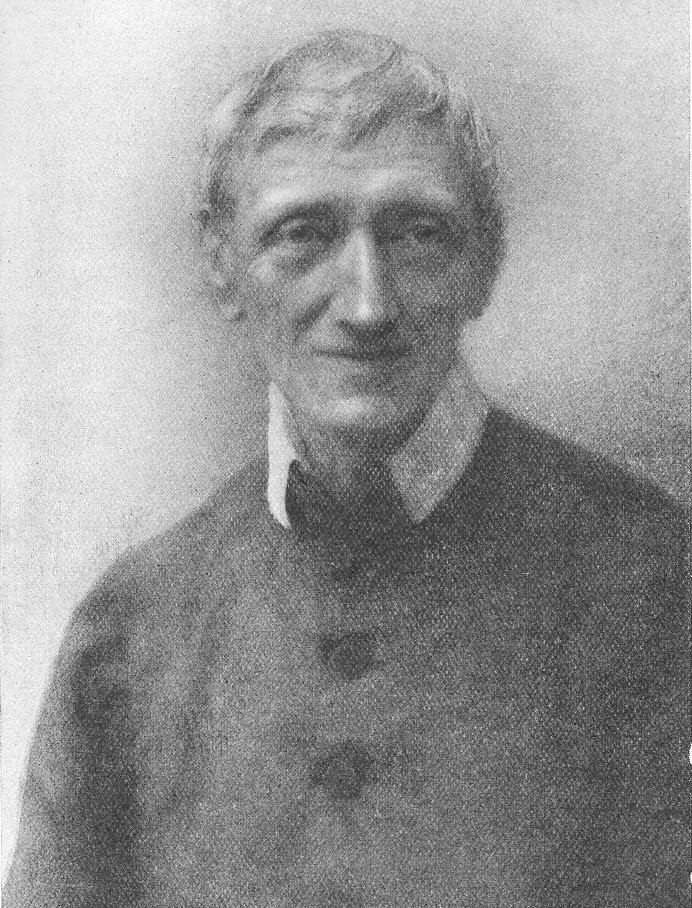
Portrait du révérend John Henry Newman

John Henry Newman cherche dans son livre à défendre la foi, et principalement l'assentiment. Il cherche à expliquer comment l'homme arrive à avoir une certitude. Sans pour autant dénigrer l'esprit scientifique, John Henry Newman lui oppose la pensée spontanée. Il cherche par son ouvrage à justifier l'acte de foi des personnes sans éducation.
L'analyse de John Henry Newman recherche ainsi les mécanismes humains, psychologiques et rationnels qui conduisent une personne à l'assentiment « Avant tout, le sujet qui m'occupe est l'assentiment et non l'inférence. Je me propose de chercher (...) ce que fait l'esprit, ce qu'il considère, quand il fait un acte de foi. »,. Il cherche ainsi, non pas à savoir comment se construit l'image de Dieu et la nature de la croyance, mais « en quoi elle consiste ». 
John Henry Newman développe son raisonnement en montrant qu'il existe deux types d'assentiment : l'assentiment notionnel et l'assentiment réel.
Le premier est l'assentiment notionnel, ou l'assentiment au vrai : c'est l'adhésion au vrai issue de la certitude découlant  des raisonnements,.  Pour John Henry Newman, l'assentiment notionnel se situe au niveau des idées et de la raison, de la logique scientifique, des idées et des notions. En un sens l'assentiment notionnel est l'adhésion à des certitudes pensées, mais pas forcément ancrées dans le réel « Une loi n'est pas un fait mais une notion. ». Ce type d'assentiment est complètement légitime et il est mis en avant par les empiristes et les scientifiques.
Face à cet assentiment, John Henry Newman décrit l'assentiment au réel. Pour lui, l'assentiment au réel est lié à la personne, c'est assimilation et l'unité entre les faits et le sujet : elle consiste en l'expérience vitale concrète et la perception vitale de la personne. John Henry Newman développe alors sa pensée sur la conscience.  La foi, selon John Henry Newman appartient à la deuxième catégorie d'assentiment.
Après avoir fait cette distinction, Grammaire de l'assentiment développe deux notions, celle de l'adhésion et celle de l'inférence. L'adhésion est l'assentiment sans réserve à la vérité. L'inférence est le raisonnement qui conduit au vrai.

## Plan du livre
La grammaire est divisée en deux sections qui posent les deux questions suivantes et y apportent des réponses :
- Puis-je croire ce que je ne comprends pas ?
- Puis-je croire ce qui ne peut être absolument prouvé ?

La première partie de la grammaire est intitulée «l'assentiment et l'appréhension", qui traite de croire ce que vous ne comprenez pas. La deuxième partie est intitulée «l'assentiment et le raisonnement» et elle aborde la question de croire ce qui ne peut être absolument prouvé.